# ميتشيل كوال
ميتشيل كوال (بالإنجليزية: Mitchell Kowal)‏ هو ممثل أمريكي، ولد في أغسطس 1915 في ديترويت في الولايات المتحدة، وتوفي في 8 مايو 1971 في Finkenstein am Faaker See ‏ في النمسا.

## وصلات خارجية
- ميتشيل كوال على موقع IMDb (الإنجليزية)
- ميتشيل كوال على موقع قاعدة بيانات برودواي على الإنترنت (الإنجليزية)